# Leo Fretz
Leo Christophorus Fretz (Den Haag, 19 oktober 1936 – Amersfoort, 31 maart 2003) was een Nederlandse filosoof, ethicus, docent en bestuurder.

## Biografie
Fretz studeerde Duitse taal-en letterkunde en filosofie in Utrecht, Leiden en Parijs. Daarna was hij medewerker aan het Instituut voor Germanistiek in Amsterdam. Tijdens de Maagdenhuisbezetting (1969) "gaf" hij spontaan geschiedenis van de filosofie, zodat de actievoerende studenten het marxisme met meer inhoud konden bestuderen. 
Hij was geïnteresseerd in wijsgerige ethiek en sociale filosofie. Van 1968-1972 was hij directeur van de Internationale School voor Wijsbegeerte. Hierna werkte hij als wetenschappelijk hoofdmedewerker (vakgroep filosofie) aan de TH Delft (1972-1998). Hij was de opvatting toegedaan dat wetenschap en techniek een geloof zijn en hun eigen normen hebben. Fretz meende dat de democratie gefaald had inzake wetenschapsbeleid en hij wilde de risico's zoveel mogelijk vermijden, desnoods via public fear. Ook pleitte hij voor een eedaflegging voor ingenieurs. Zulke initiatieven zag men wel meer in de jaren '80, zoals dat voor kerngeleerden in Duitsland, aldaar geïnitieerd door de kritische wetenschapsfilosoof Gernot Böhme).
Fretz was directeur van het Nederlands Centrum voor Volksontwikkeling (NCVO) in Amersfoort. In 1973 werd hij samen met zijn Delftse collega Joop Doorman benoemd tot bestuurslid van de Nederlandse Omroep Stichting.
In 1984 promoveerde hij bij Holz en Hubbeling aan de Rijksuniversiteit Groningen op het individualiteitsconcept bij  Sartre; het proefschrift verscheen ook in een handelseditie. Hiertoe had hij in 1976 een opvallend onderhoud met deze denker gevoerd, dat ook gepubliceerd werd.
Als opvolger van Heleen Dupuis werd hij in 1985 voorzitter van de Nederlandse Vereniging voor Vrijwillige Euthanasie (NVVE). Hij trad in juni 1987 af, nadat een ruime meerderheid van het bestuur zich niet kon vinden in Fretz' gematigd positieve reactie op het kabinetsvoorstel om euthanasie strafbaar te houden.
Zijn weduwe Margot Prins stichtte na zijn dood de Leo Fretz Stichting voor nachtdialyse.
Als student was Leo Fretz bij tijd en wijle dichter. Een aantal gedichten werd verlucht door bevriende kunstenaars, uitgegeven onder de titel Dubbele Ramen. De opbrengst kwam ten goede aan voornoemde stichting.